# Morganatska zakonska zveza
Morganatska zakonska zveza, zakonska zveza, v kateri žena in mož po svojem rojstvu nista iz enako visokega družbenega stanu.
Otroci, rojeni v morganatski zakonski zvezi, so bili prikrajšani pri dedovanju.

## Vir
- Veliki splošni leksikon. Ljubljana: DZS. 1998. COBISS 77087744.